# John Maples
Pour les articles homonymes, voir Maples.
John Cradock Maples, baron Maples (22 avril 1943 - 9 juin 2012) est un homme politique conservateur britannique qui est député pour Lewisham West de 1983 à 1992 et Stratford-upon-Avon de 1997 à 2010. Il est nommé pair à vie en 2010. 

## Jeunesse
John Cradock Maples est né à Fareham, Hampshire. Son père, un homme d'affaires, vit dans le Wirral; il fait ses études au Marlborough College, avant d'aller au Downing College, Cambridge, où il étudie le droit, joue au hockey pour le collège et avec les Footlights. Il obtient une maîtrise en 1964, puis étudie à la Harvard Business School. Il est appelé au barreau à Inner Temple en 1965. Dans les années 1960, Maples fonde le cabinet d'avocats Maples and Calder des îles Caïmans avec James MacDonald et Douglas Calder. 

## Carrière parlementaire
Maples est député de Lewisham West de 1983, jusqu'à ce qu'il perde son siège aux élections générales de 1992. Son expérience en affaires l'amène vers les bancs du Trésor. Margaret Thatcher le nomme secrétaire parlementaire privé de Norman Lamont, alors secrétaire économique au Trésor. À la démission de Nigel Lawson en 1989, Lamont est nommé secrétaire en chef du Trésor, et Maples reprend l'ancien rôle de Lamont. Pendant son mandat de secrétaire économique de 1989 à 1990, Maples joue un rôle déterminant dans la collaboration avec David Cameron sur l'entrée dans le mécanisme de taux de change, la livre sterling étant indexée pour suivre le deutschmark allemand. En 1990, Maples est nommé secrétaire économique avant le changement de Premier ministre. Il traite le dossier BCCI. La banque arabe était basée à Londres et a été la proie des scandales Arms to Iraq et s'est effondrée, mettant ses déposants en faillite. Il est également responsable du suivi de la politique monétaire de la Banque d'Angleterre, qui comprend la réglementation bancaire. 
Aux élections générales de 1992, il perd le siège de Lewisham au profit des travaillistes. Il est réélu à la Chambre des communes aux élections générales suivantes, en 1997; dans l'intervalle, il est président de Saatchi et Saatchi, le groupe de publicité et de lobbying, qui a soutenu Thatcher. 
En 1995, après la défection du député de Stratford-upon-Avon, Alan Howarth au parti travailliste, Maples remporte la primaire de sélection pour le remplacer en tant que candidat conservateur dans la circonscription, battant Maureen Hicks, ancienne députée de Wolverhampton North East, qui a également perdu son siège en 1992. Maples est élu pour le siège, qui est l'un des plus sûrs des conservateurs, en 1997. Il est réélu aux Élections générales britanniques de 2001 et 2005. 
Il est membre du cabinet fantôme de William Hague de 1997 à 2000, pour la santé, la défense et la politique étrangère. Alors qu'il est secrétaire aux Affaires étrangères de l'ombre, il est surpris en train d'appeler la Grande-Bretagne à aider Vladimir Poutine dans la Seconde guerre de Tchétchénie, en disant que «parce que nous ne pouvons rien y faire de toute façon» . 
Dans le remaniement provoqué par le retour de Michael Portillo, il perd son poste au profit de Francis Maude et quitte le cabinet fantôme. Il est cité comme l'un des principaux «comploteurs» derrière la chute du chef du parti conservateur Iain Duncan Smith. 
Il retourne à l'avant-garde politique dans un remaniement mineur en novembre 2006, lorsque David Cameron le nomme vice-président du Parti conservateur avec la responsabilité de la sélection des candidats. Il remplace l'ancien ministre du cabinet fantôme Bernard Jenkin. En raison des tentatives très médiatisées de Cameron pour avoir plus de candidats féminins et minoritaires sélectionnés, qui rencontrent une certaine opposition des partis locaux, le poste est considéré comme important. Maples est un loyaliste de Cameron et est élevé à la Chambre des Lords en juillet 2010. Alors qu'il est député, Maples est président des Amis conservateurs d'Israël. 
Le 10 janvier 2010, Maples annonce qu'il se retirerait de la Chambre des communes lors des élections générales qui ont eu lieu en mai . 
Le 24 juillet 2010, dans la liste des distinctions honorifiques de la dissolution, Maples est créé pair à vie sous le titre de baron Maples, de Stratford-upon-Avon dans le comté de Warwickshire. 

## Vie privée
Maples épouse la designer Lawry Kennedy (1946-1982), qui est l'une des premières personnes à rénover des maisons en briques du début des années 1900 pour aider à embourgeoiser les quartiers abandonnés et délabrés de Boston et de Londres. Ils se marient sur le front de mer de Rhode Island en juillet 1976; et divorcent en juillet 1980. Il épouse la journaliste Jane Corbin en décembre 1986 à Westminster. Le couple a un fils en 1989 et une fille en 1992. 
Lord Maples est décédé le 9 juin 2012 d'un cancer, à l'âge de 69 ans; sa mort est annoncée chez les Lords par Frances D'Souza. 